# 台茶八號
台茶八號，即阿薩姆紅茶的一種，以印度阿薩姆Jaipuri品系單株培育，由台灣農委會茶葉改良場魚池分所育種，在1973年發表。用於製作紅茶，其普遍特色有類似阿薩姆紅茶濃郁甘醇香氣、麥芽香或蔗糖香，偶有肉桂香氣，口感略帶澀味，需再透過沖泡方式調整，故適合純飲或奶茶，主要產地在台灣南投的魚池鄉。
台茶八號主產地及發源在南投魚池鄉，故常見俗稱「魚池」或「魚池紅茶」，因台茶自第12號起命名，故其俗稱亦相對於台茶十八號命名之俗名「紅玉」以作分辨。又因兩者編號編碼類似、成品常見均為紅茶、偶有口感接近、魚池鄉亦栽有台茶十八號等故，市面偶有台茶八號以台茶十八號銷售，或有消費者混淆，實際上為不同品種。

## 歷史
在台灣日治時期，1936年，成立魚池紅茶試驗支所，即為現今的茶業改良場魚池分場，培育出阿薩姆紅茶。1941年（昭和16年），新井耕吉郎在魚池鄉培育出錫蘭紅茶，開始此地的紅茶種植傳統。在中華民國政府接收台灣後，在此地繼續研發紅茶茶樹的品種。
在1941年、1942年及1943年單株選拔了156、114及526等三系統，共選拔了796系。在戰後1946年從當中形質優良選拔167系統，持續調查特性後，從中再選出48優良系統。於1947~1949年共三年時間，加以調查淘汰樹勢較弱和形質不佳的13系統後，僅35系統以扦插繁殖，並於1953年施行株行試驗。其中有Shan系統、Jaipuri系統及Manipuri系統等三個選拔出之優良系統與對照（CK）品種，於1959年在魚池分湯及三灣等地實施地方適應性試驗，又在1963年時，於花蓮瑞穗 增加一試區進行試驗。而後經試驗結果將品其中Jaipuri系統選拔出系統，命名為「台茶八號」。同年間亦命名了「台茶七號」，為Shan系統選拔之。
因應世界貿易當時對於紅茶需求的巨大缺口，在日治時期開始栽培、育種，並推廣到日月潭、埔里、名間、花蓮、台東一帶。
阿薩姆為魚池地區最早用來製成紅茶的茶樹品種，最早種植的地區是魚池的蓮花池，現在是野放茶園。

## 口感
入口微中度甜，酸尾韻，收斂性強、存在感強，濃郁甘醇香氣，麥芽香、焦糖香、木質香，澀味較重，茶湯質地較強、較硬，中厚度茶體。除了加熱清飲享用外，很適合用來調製特色茶飲。加入一些牛奶後，它便成為了經典中的經典奶茶，帶來獨特的香氣。

## 香氣
印度原生種的阿薩姆，具有強木質香、麥芽糖香。

台灣在地化選拔培育的台茶八號，具有明顯蔗糖、焦糖香。

## 應用
因為阿薩姆適製性最佳的是紅茶，特色釋出快，濃郁飽滿、顏色深邃，西方多半拿來製則苦澀度高，口感不佳。